# Saint-Marcel (Ardennes)
Pour les articles homonymes, voir Saint-Marcel.
Saint-Marcel est une commune française, située dans le département des Ardennes en région Grand Est.

## Géographie
|                     | Ham-les-Moines | Haudrecy                |
| Remilly-les-Pothées | Saint-Marcel   | Sury                    |
| Neufmaison          | Clavy-Warby    | Neuville-lès-This, This |

### Hydrographie
La commune est dans le bassin versant de la Meuse au sein du bassin Rhin-Meuse. Elle est drainée par le ruisseau le Thin, le ruisseau des Noyers et le ruisseau de Saucy,.
Le ruisseau le Thin, d'une longueur de 22 km, prend sa source dans la commune de Dommery et se jette  dans la Sormonne à Haudrecy, après avoir traversé six communes.

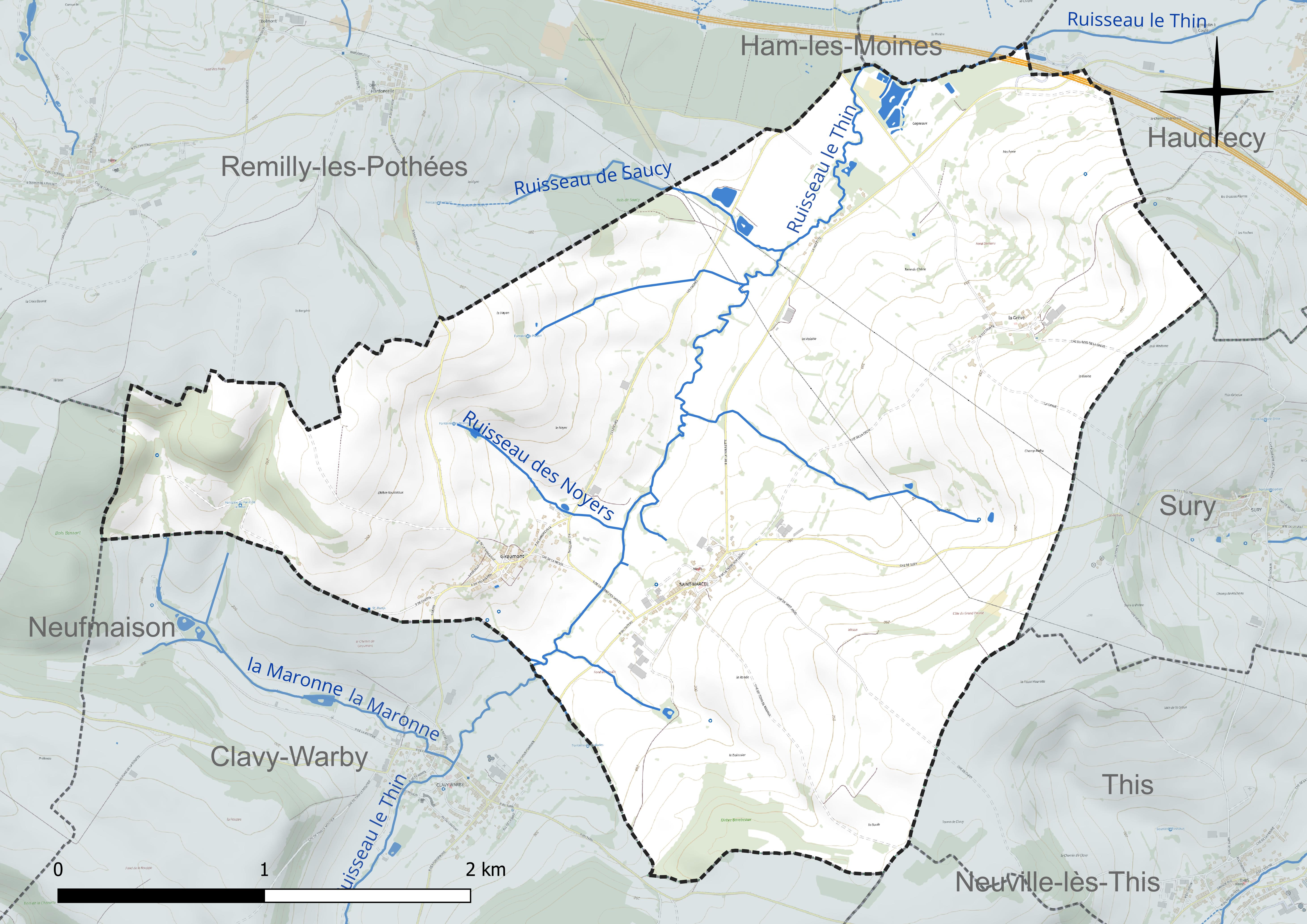
Réseau hydrographique de Saint-Marcel.

### Climat
Pour des articles plus généraux, voir Climat du Grand Est et Climat des Ardennes.
En 2010, le climat de la commune est de type climat de montagne, selon une étude du Centre national de la recherche scientifique s'appuyant sur une série de données couvrant la période 1971-2000. En 2020, Météo-France publie une typologie des climats de la France métropolitaine dans laquelle la commune est exposée à un climat océanique altéré et est dans une zone de transition entre les régions climatiques « Nord-est du bassin Parisien » et « Lorraine, plateau de Langres, Morvan ».
Pour la période 1971-2000, la température annuelle moyenne est de 10 °C, avec une amplitude thermique annuelle de 15,9 °C. Le cumul annuel moyen de précipitations est de 995 mm, avec 13,1 jours de précipitations en janvier et 9,7 jours en juillet. Pour la période 1991-2020, la température moyenne annuelle observée sur la station météorologique de Météo-France la plus proche, « Charleville-Méz. », sur la commune de Charleville-Mézières à 10 km à vol d'oiseau, est de 9,9 °C et le cumul annuel moyen de précipitations est de 928,4 mm. 
La température maximale relevée sur cette station est de 39,2 °C, atteinte le 25 juillet 2019 ; la température minimale est de −17,5 °C, atteinte le 1er janvier 1997,,.
Les paramètres climatiques de la commune ont été estimés pour le milieu du siècle (2041-2070) selon différents scénarios d'émission de gaz à effet de serre à partir des nouvelles projections climatiques de référence DRIAS-2020. Ils sont consultables sur un site dédié publié par Météo-France en novembre 2022.

## Urbanisme

### Typologie
Au 1er janvier 2024, Saint-Marcel est catégorisée commune rurale à habitat dispersé, selon la nouvelle grille communale de densité à 7 niveaux définie par l'Insee en 2022.
Elle est située hors unité urbaine. Par ailleurs la commune fait partie de l'aire d'attraction de Charleville-Mézières, dont elle est une commune de la couronne,. Cette aire, qui regroupe 132 communes, est catégorisée dans les aires de 50 000 à moins de 200 000 habitants,.

### Occupation des sols
L'occupation des sols de la commune, telle qu'elle ressort de la base de données européenne d’occupation biophysique des sols Corine Land Cover (CLC), est marquée par l'importance des territoires agricoles (89,5 % en 2018), une proportion sensiblement équivalente à celle de 1990 (90 %). La répartition détaillée en 2018 est la suivante : 
prairies (57,8 %), terres arables (31,7 %), forêts (6,7 %), zones urbanisées (3,3 %), zones industrielles ou commerciales et réseaux de communication (0,6 %). L'évolution de l’occupation des sols de la commune et de ses infrastructures peut être observée sur les différentes représentations cartographiques du territoire : la carte de Cassini (XVIIIe siècle), la carte d'état-major (1820-1866) et les cartes ou photos aériennes de l'IGN pour la période actuelle (1950 à aujourd'hui).

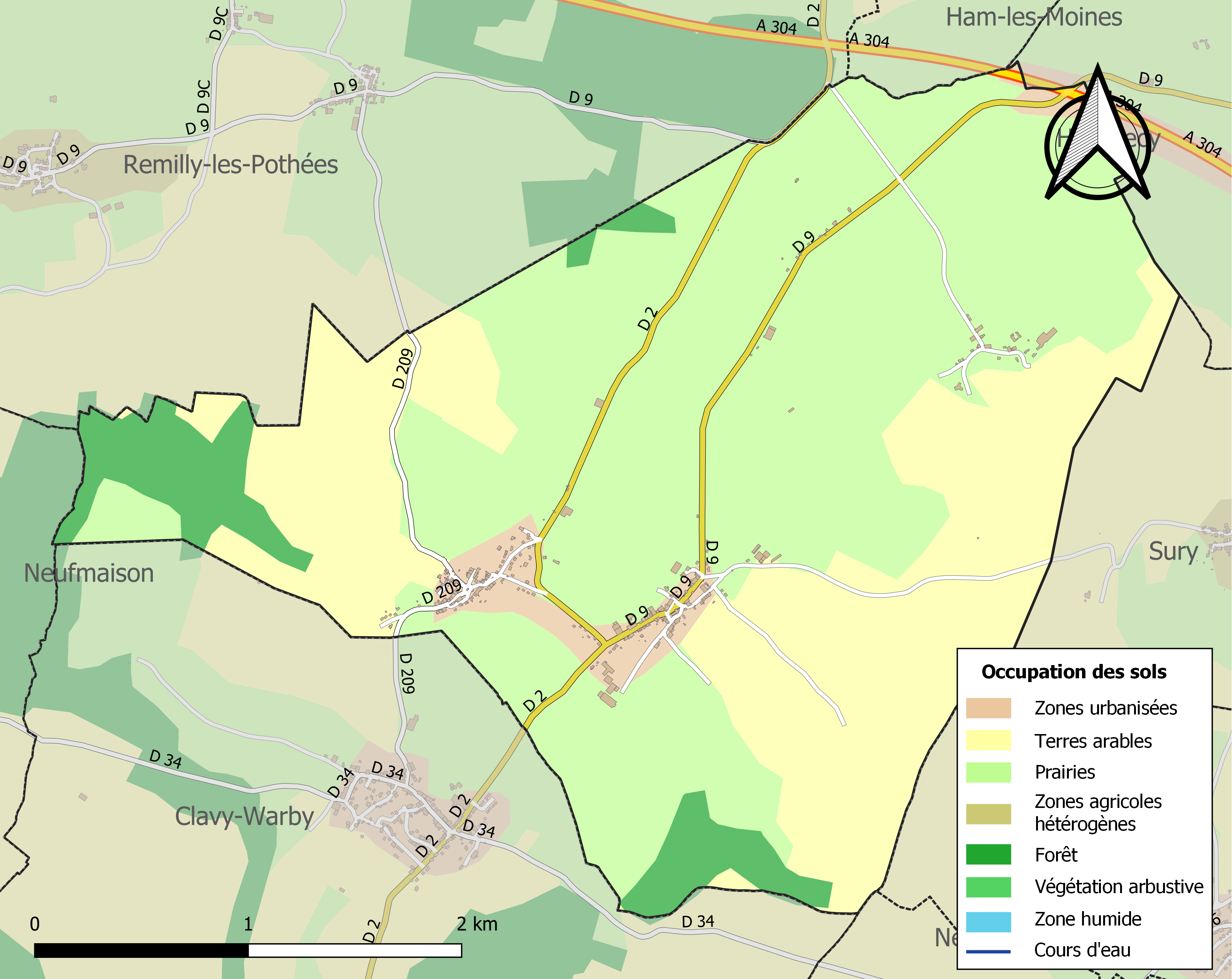
Carte des infrastructures et de l'occupation des sols de la commune en 2018 (CLC).

## Toponymie
Le nom de la localité est attesté sous les formes  Saint Marcel en 1282.
Saint-Marcel est un hagiotoponyme qui fait référence à un Saint Marcel.

## Histoire
Durant l'offensive de mai-juin 1940, les troupes coloniales indochinoises en provenance du front de Nouzonville sont attaquées à Saint-Marcel par les blindés allemands. Ceux ci parviennent tout de même à se replier sur Thin-le-Moutier.

## Politique et administration
| Période                                  | Période                   | Identité                                        | Étiquette | Qualité           |
| ---------------------------------------- | ------------------------- | ----------------------------------------------- | --------- | ----------------- |
| avant 1981                               | ?                         | Roger Crouet                                    | DVG       |                   |
| mars 2001                                | En cours (au 25 mai 2020) | Daniel Thiebaux, Réélu pour le mandat 2020-2026 |           | Chef d'entreprise |
| Les données manquantes sont à compléter. |                           |                                                 |           |                   |

Saint-Marcel a adhéré à la charte du parc naturel régional des Ardennes, à sa création en décembre 2011.

## Démographie
L'évolution du nombre d'habitants est connue à travers les recensements de la population effectués dans la commune depuis 1793. Pour les communes de moins de 10 000 habitants, une enquête de recensement portant sur toute la population est réalisée tous les cinq ans, les populations de référence des années intermédiaires étant quant à elles estimées par interpolation ou extrapolation. Pour la commune, le premier recensement exhaustif entrant dans le cadre du nouveau dispositif a été réalisé en 2008.

En 2022, la commune comptait 320 habitants, en évolution de −13,98 % par rapport à 2016 (Ardennes : −2,97 %, France hors Mayotte : +2,11 %).
| 1793 | 1800 | 1806 | 1821 | 1831 | 1836 | 1841 | 1846 | 1851 |
| ---- | ---- | ---- | ---- | ---- | ---- | ---- | ---- | ---- |
| 400  | 429  | 433  | 436  | 477  | 504  | 490  | 510  | 496  |

| 1866 | 1872 | 1876 | 1881 | 1886 | 1891 | 1896 | 1901 | 1906 |
| ---- | ---- | ---- | ---- | ---- | ---- | ---- | ---- | ---- |
| 449  | 451  | 459  | 445  | 449  | 404  | 372  | 346  | 322  |

| 1911 | 1921 | 1926 | 1931 | 1936 | 1946 | 1954 | 1962 | 1968 |
| ---- | ---- | ---- | ---- | ---- | ---- | ---- | ---- | ---- |
| 306  | 253  | 237  | 217  | 216  | 161  | 223  | 186  | 194  |

| 1975 | 1982 | 1990 | 1999 | 2006 | 2008 | 2013 | 2018 | 2022 |
| ---- | ---- | ---- | ---- | ---- | ---- | ---- | ---- | ---- |
| 180  | 265  | 309  | 325  | 329  | 330  | 373  | 344  | 320  |

## Lieux et monuments
- L'église de Saint-Marcel classée monument historique en 1911[23].
- La chapelle de Giraumont, lieudit de Saint-Marcel  inscrite au titre des monuments historiques en 1972[24].
- Chapelle de la Grève.
- L'allée couverte de Giraumont classée monument historique en 1960[25].

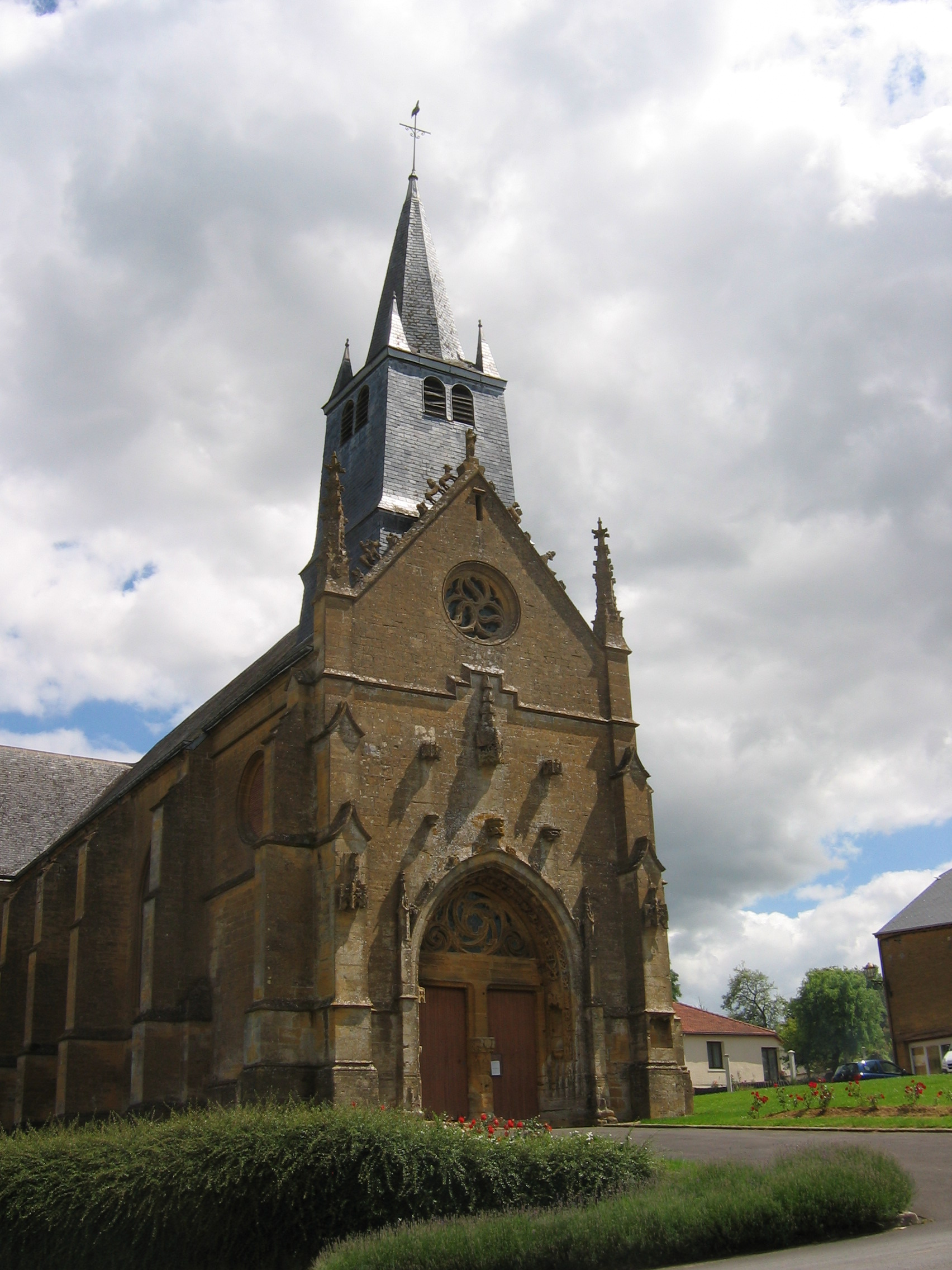
Église Saint-Marcel.
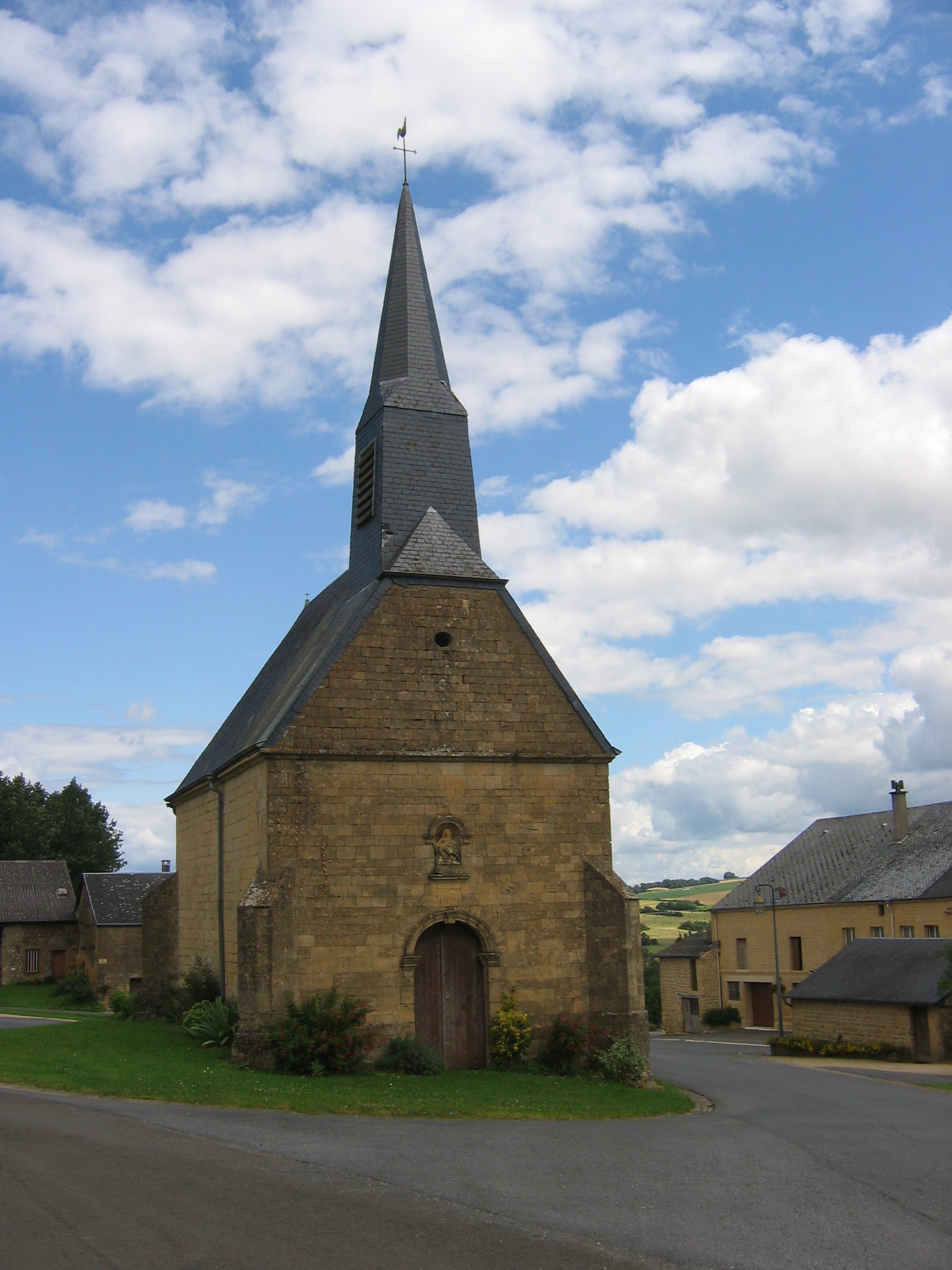
Chapelle de Giraumont.
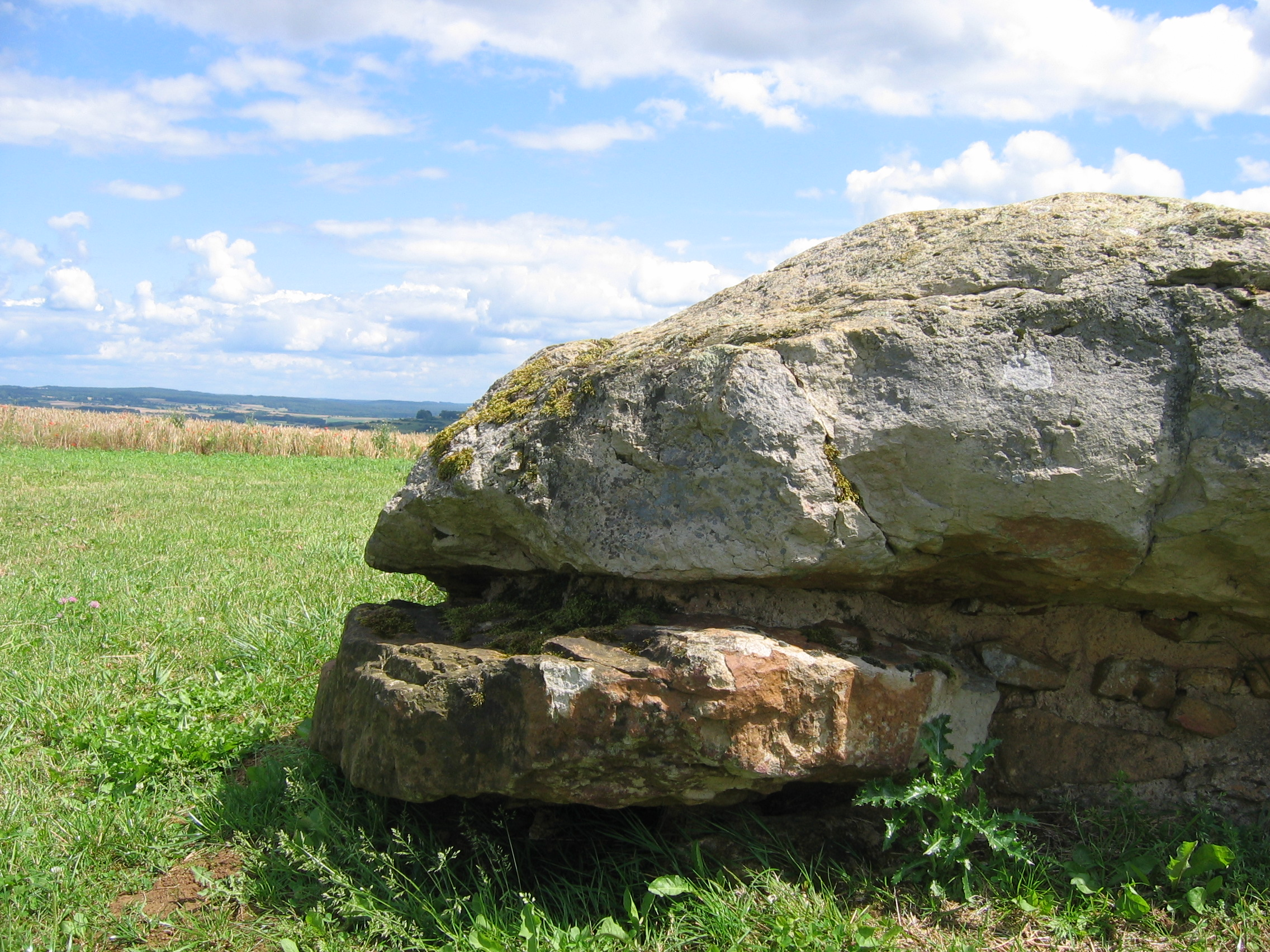
Allée couverte de Giraumont.